# Weinbauregion
Eine Weinbauregion bezeichnet allgemein eine Landschaft, in der Weinbau betrieben wird. Demgegenüber ist der Begriff Weinbaugebiet viel spezifischer, da er eine geografische Region als Herkunftsangabe bezeichnet, in der Wein mit der weinrechtlichen Bezeichnung dieses Weinbaugebietes angebaut werden darf.
Weinbauregion ist auch ein Begriff aus dem österreichischen Weingesetz, siehe Weinbau in Österreich. Dieses Gesetz bestimmt in der Novelle von 1999 vier Regionen und zwar Weinland Österreich (mit den Bundesländern Niederösterreich und Burgenland), Steirerland (Bundesland Steiermark), Wien und Bergland Österreich (mit den restlichen fünf Bundesländern).
Der Grund für diese Maßnahme ist, dass so genügend große Einzugsgebiete für die Produktion von Tafelweinen (z. B. unter der Bezeichnung Weinland Österreich) entstanden sind. 
Zusätzliche Bedeutung haben die Weinbauregionen durch die Einführung des DAC-Konzeptes in mehreren Weinbaugebieten bekommen, da in den Fällen, in denen der Name des Weinbaugebietes mit dem DAC übereinstimmt, nur ganz bestimmte Sorten als DAC in Verkehr gebracht werden dürfen. Die übrigen dürfen u. a. unter der Bezeichnung der Weinbauregion in Verkehr kommen.